# Friedrich Popping
Friedrich Popping († 31. Juli 1640 in Lübeck) war ein deutscher Jurist und Ratssekretär der Hansestadt Lübeck.

## Leben
Friedrich Popping war Sohn des Lübecker Protonotars Nikolaus Popping. Er studierte ab 1584 Rechtswissenschaften an der Universität Rostock. 1602 wurde er vom Lübecker Rats als Registrator bestallt und löste so den zum Ratssekretär beförderten Thomas Plaß ab. 1637 wird er erstmals als Ratssekretär erwähnt. Nach seinem Tod 1640 wurde er in der Lübecker Marienkirche bestattet. Der Lübecker Ratssekretär und spätere Ratsherr Johann Pöpping war sein Sohn und erhielt 1640 seine Stelle. Seine Tochter Catharina heiratete den Ratssekretär Hinrich Balemann. Von 1614 bis 1660 war Popping und seine Erben Eigentümer des Hauses Königstraße 25.